# قلب رازگو (فیلم ۱۹۴۱)
قلب رازگو (انگلیسی: The Tell-Tale Heart) یک فیلم درام به کارگردانی جولز دسین است که در سال ۱۹۴۱ منتشر شد. از بازیگران آن می‌توان به جوزف شیلدکات و ویل رایت اشاره کرد.